# Витков (Опава)
Витков (чеш. Vítkov) град је у Чешкој Републици. Град се налази у управној јединици Моравско-Шлески крај, у оквиру којег припада округу Опава.

## Становништво
Према подацима о броју становника из 2014. године град је имао 5.912 становника.